# Прямокишково-куприковий м'яз
Прямокишково-куприковий м’яз (m. rectococcygeus) прикріплюється до передньої крижовокуприкової  зв’язки